# È meglio l'olio di fegato di merluzzo
È meglio l'olio di fegato di merluzzo (Dann schon lieber Lebertran) è un cortometraggio del 1931 diretto da Max Ophüls.

## Trama
Un ragazzino, stufo di essere costretto a bersi un cucchiaio di olio di fegato di merluzzo e di essere mandato presto a letto ogni sera, si mette a pregare ardentemente per far invertire i ruoli tra adulti e bambini. Quando si risveglia, il Cielo l'ha accontentato: ora è lui il capo famiglia. Per prima cosa, inaugura la giornata fumandosi un bel sigaro a colazione, poi si prepara per andare a lavorare in ufficio mentre i suoi genitori devono andare a scuola. Sfiancato da una giornata estenuante, il bambino - al suo ritorno a casa - decide che forse era meglio quando non aveva poteri decisionali e che, tutto sommato, si può sopportare di bere anche l'olio di fegato di merluzzo. Le cose, a questo punto, ritornano nel loro ordine naturale.

## Produzione
Il film, prodotto dalla Universum-Film AG (UFA) (Berlin), venne girato negli Ufa-Atelier, Neubabelsberg nell'agosto 1931.

## Distribuzione
Con il visto di censura B.30192 del 23 ottobre 1931, il cortometraggio di Ophüls, che aveva una durata di ventidue minuti, uscì nelle sale abbinato con un altro film: il 23 novembre, quando fu presentato a Berlino, uscì in due sale. All'Universum, fu proiettato prima di Der Herr Finanzdirektor, un film di Fritz Friedmann-Frederich; all'U.T. Kurfürstendamm, precedetta la proiezione di Strohwitwer di Georg Jacoby.